# Веррет
Верре́т (фр. Verrettes, гаит. креол. Vèrèt) — город в Гаити.

## География и история
Город Веррет находится в центральной части Гаити, на территории департамента Артибонит. Он расположен на стратегическом шоссе 109, в 58 километрах к северу от столицы страны Порт-о-Пренса, на высоте в 76 метров над уровнем моря.
Веррет является городом с весьма быстрорастущим населением. Так, на 1 января 1997 года здесь проживало 31.413 человек, в то время как к 2003 году число жителей Веррет возросло до 90.226 человек. В городе работает профессиональный коллеж Сен-Робер, который финансируется за счёт средств, поступающих из Швейцария.
В Веррете родился президент Гаити Дюмарсе Эстиме (1900—1953) который, став главой государства, много сделал для родного города — построил здесь новый водопровод, проложил широкие современные улицы и пр.

## Религия
В Веррете находится один из крупнейших католических соборов Гаити — «l’Eglise de la Nativité». Наибольшее количество последователей среди горожан имеют Римско-католическая и различные протестантские церкви. Имеется также небольшая группа последователей культа вуду.